# Tomasz Gliwa
Tomasz Teodor Gliwa (ur. 18 grudnia 1947) – polski działacz państwowy i partyjny, prawnik oraz menedżer, w latach 1981–1990 wicewojewoda bydgoski.

## Życiorys
Ukończył studia prawnicze, uzyskał uprawnienia radcy prawnego i zajmował się biznesem. Kształcił się m.in. w Instytucie Nauk Społecznych przy KC KPZR. W okresie PRL należał do Polskiej Zjednoczonej Partii Robotniczej, został członkiem Komitetu Wojewódzkiego PZPR w Bydgoszczy. Kierował wojewódzkimi strukturami Związku Młodzieży Socjalistycznej, działał także w Towarzystwie Przyjaźni Polsko-Radzieckiej i Ochotniczej Rezerwie Milicji Obywatelskiej. Został trzecim prezesem Kujawsko-Pomorskiego Towarzystwa Kulturalnego, wchodził również w skład rady społecznej Uniwersytetu Mikołaja Kopernika w Toruniu.
Od 21 sierpnia 1981 do 31 października 1990 zajmował stanowisko wicewojewody bydgoskiego. Był m.in. gościem I Walnego Zebrania Delegatów NSZZ „Solidarność” w Bydgoszczy, a po wprowadzeniu stanu wojennego wszedł w skład Wojewódzkiego Komitetu Obrony. W III RP związany z przedsiębiorstwami prywatnymi i komunalnymi, kierował też własną firmą. Zasiadał w radach nadzorczych m.in. Kujawsko-Pomorskiej Agencji Rozwoju Regionalnego w Bydgoszczy oraz Miejskich Zakładów Komunikacyjnych w Bydgoszczy (jako przewodniczący rady). Znalazł się również w zarządzie WKS Zawiszy Bydgoszcz.
Otrzymał m.in. honorową odznakę Polskiego Zrzeszenia Inżynierów i Techników Sanitarnych (1984). W 2003 odznaczony Krzyżem Oficerskim Orderu Odrodzenia Polski.